# Jodi Dean
Jodi Dean (* 9. April 1962) ist eine US-amerikanische Politikwissenschaftlerin, die bis 2024 als Professorin an den Hobart and William Smith Colleges im Bundesstaat New York lehrte.

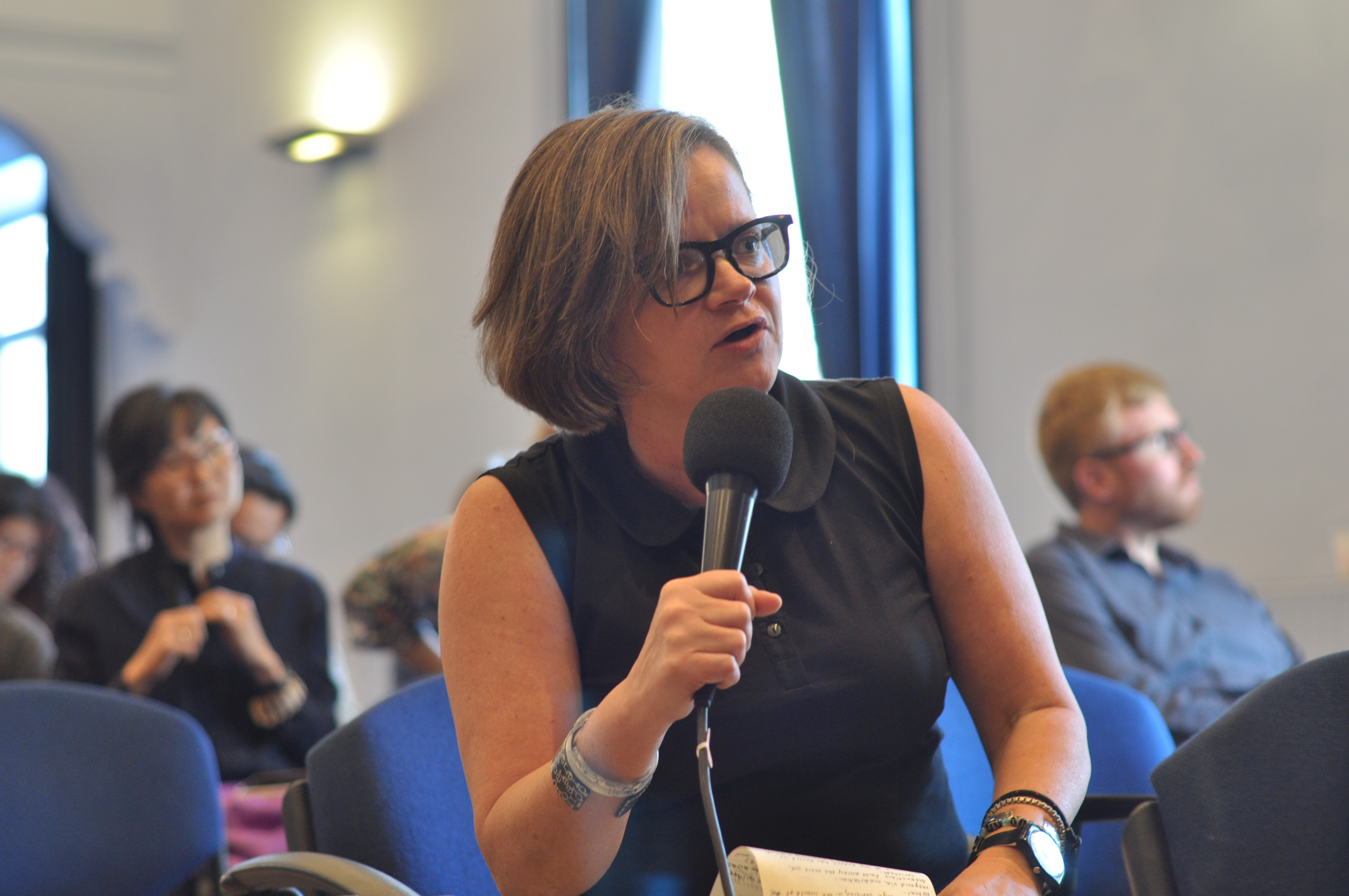
Jodi Dean

Dean machte das Bachelor-Examen an der Princeton University und das Master-Examen an der Columbia University, wo sie auch promoviert wurde (Ph.D.). Ihre Forschungsinteressen sind Politische Theorie, Kommunismus, Medientheorie, Poststrukturalismus, Psychoanalyse, Feminismus und Klimawandel.
Sie wurde im April 2024 von ihren Unterrichtspflichten entbunden, nachdem sie in einem Online-Beitrag äußerte, „beschwingt“ gewesen zu sein von den Gleitschirmfliegern, die am Terrorangriff der Hamas auf Israel 2023 beteiligt waren.

## Schriften (Auswahl)
- Capital’s Grave: Neofeudalism and the New Class Struggle. Verso Books, London 2025.
- Comrade. An essay on political belonging. Verso, London/New York 2019, ISBN 978-1-7887-3501-8.
  - Aus dem Englischen übersetzt von Andreas G. Förster: Genossen! Verlag Klaus Wagenbach, Berlin 2020, ISBN 978-3-8031-3700-5.
- Crowds and Party. Verso, London/New York 2016, ISBN  978-1-78168-694-2.
- The communist horizon. Verso, London/New York 2012, ISBN 978-1-8446-7954-6.
  - Aus dem Englischen übersetzt von Andreas G. Förster: Der kommunistische Horizont. LAIKA-Verlag, Hamburg 2016, ISBN 978-3-944233-55-0.
- Blog Theory. Feedback and Capture in the Circuits of Drive. Polity Press, Cambridge 2010, ISBN 978-0-7456-4970-2.
- Democracy and other neoliberal fantasies. Communicative capitalism and left politics. Duke University Press, Durham 2009, ISBN 978-0-82234-492-6.
- Cultural studies & political theory. Cornell University Press, Ithaca 2000, ISBN 978-0-80143-602-4.
- Aliens in America. Conspiracy cultures from outerspace to cyberspace. Cornell University Press, Ithaca 1998, ISBN 978-0-80143-463-1.